# 南京六部
南京六部，明朝的政治機構。明朝原本定都金陵應天府，明成祖靖難奪位之後，決定回到根據地燕京，稱北京，是為永樂遷都。金陵改稱南京，但依舊保留了陪都的地位。並設置吏、戶、禮、兵、刑、工六部，稱為南京六部，而南直隸（簡稱南直）的部分行政事务由南京六部兼管。
其實“南京吏部尚書”以及其他五尚書等職位，多半為虛銜。為參贊機務或涵養清望的閒職之所，重要性已無關政體本身。

## 各部职权
- 南京吏部：考核南京六部與南直隸地區的官吏，並有京察。
- 南京戶部：徵收南直隸，與浙江、江西、湖廣三行省的布稅食糧，並管理南直隸地區的戶籍。
- 南京禮部：主要負責南直隸祭祀之事，尤其明太祖陵墓孝陵。
- 南京兵部：負責守備南直隸地區，由南京鎮守太監（正式名称为南京守备太监）監軍。
- 南京刑部：管理南直隸地區勳舊、官吏、民眾的司法案件。
- 南京工部：管理南直隸地區工程事宜，也鑄造南直鹽引。

### 引用
1. ↑  《明史》(卷111)：“自洪武十三年始．成祖遷都，南京止設侍郎．仁宗乃有尚書、都御史而未備．備官自孝宗始．其權位重者曰參贊機務，憲宗後乃專屬之兵部．然累世承平，履其任者，惟養清望而已，無關政本……”

### 來源
- 《明史》卷七十二